# Société géographique royale du Canada
 (juin 2020).
Si vous disposez d'ouvrages ou d'articles de référence ou si vous connaissez des sites web de qualité traitant du thème abordé ici, merci de compléter l'article en donnant les références utiles à sa vérifiabilité et en les liant à la section « Notes et références ».
La Société géographique royale du Canada a été fondée en 1929. Elle est un organisme canadien à but non lucratif. Elle est financée principalement par la cotisation de ses membres et des dons généreux. Elle a pour mandat de mieux faire connaître le Canada aux Canadiens et au monde entier.
Elle publie les magazines Canadian Geographic et géographica, en plus d’offrir des programmes d’enseignement, des conférences, des subventions de recherche et d’organiser des expéditions.
Elle remet aussi quelques prix : la Médaille Massey, la Médaille d'Or, la Médaille Camsell et le Prix canadien de l'innovation environnementale. 